# Lloyd Nolan
Lloyd Nolan (ur. 11 sierpnia 1902 w San Francisco, zm. 27 września 1985) – amerykański aktor filmowy i telewizyjny.

## Filmografia
seriale
- 1948: The Ford Theatre Hour
- 1957: Wagon Train jako Myśliwy Malloy
- 1967: Judd, for the Defense jako Prokurator okręgowy Patrick Bantry
- 1984: Napisała: Morderstwo jako Julian Tenley

film
- 1935: Atlantic Adventure jako Dan Miller
- 1937: Co dzień święto jako John Quade
- 1943: Dziennik z Guadalcanal jako Sierżant Hook Malone
- 1966: Amerykańskie marzenia jako Barney Kelly
- 1986: Hannah i jej siostry jako Evan

## Wyróżnienia
Posiada swoją gwiazdę na Hollywoodzkiej Alei Gwiazd, a także został nominowany do nagrody Emmy.